# Купра Маритима
Купра Маритима (итал. Cupra Marittima) насеље је у Италији у округу Асколи Пичено, региону Марке.
Према процени из 2011. у насељу је живело 4107 становника. Насеље се налази на надморској висини од 6 м.

## Становништво
| 1936. | 1951. | 1961. | 1971. | 1981. | 1991. | 2001. | 2011. |
| ----- | ----- | ----- | ----- | ----- | ----- | ----- | ----- |
| 3.595 | 3.985 | 3.925 | 4.093 | 4.287 | 4.564 | 5.017 | 5.378 |